# Кислов, Сергей Васильевич
Сергей Васильевич Кислов (род. 7 декабря 1960, Ростов-на-Дону) ― российский хозяйственный и общественный деятель, президент и председатель совета директоров АПГ «Юг Руси», председатель Агропромышленного союза России, почётный гражданин города Ростов-на-Дону (2014). Кандидат экономических наук.  

## Биография
Родился Сергей Васильевич 7 декабря 1960 года в Ростове-на-Дону, в семье советских учителей.
Учился в городской средней математической школе №5. В 1983 году завершил обучение на физическом факультете Ростовского государственного университета, получил специальность «Физик». В 1986 году успешно окончил обучение на Высших экономических курсах при Университете естественных наук в городе Ростов-на-Дону, по специальности «Экономист». В 1998 году защитил диссертацию на соискание степени кандидата экономических наук.
После получения диплома о высшем образовании стал работать в районном комбинате благоустройства города Ростов-на-Дону, сначала занимал должность рабочего, а затем стал мастером. В 1985 году был назначен на должность заместителя директора опытного завода «Союзэнергоавтоматика». В 1988 году перешёл на работу начальником подсобного сельского хозяйства Ростовского порта, где проработал до 1991 года.
В 1992 году Сергей Кислов начал трудиться в различных компаниях, которые впоследствии стали основой Агропромышленной группы «Юг Руси». В 1992 году Сергей Кислов основал АПГ «Юг Руси». С 1992 по 1993 годы работал в должности заместителя председателя кооператива «Универсал». В 1993 году стал управляющим опытного сельского хозяйства «Декоративные культуры».
С 1993 по 1995 годы работал директором производственно-коммерческой фирмы «Салют». С 1995 по 1997 годы являлся председателем совета директоров межрегионального потребительского союза «Юг России».
В 1998 году Сергей Васильевич становится генеральным директором агропромышленного холдинга «Юг Руси», членом советов директоров компаний, входящих в его состав.
В 2007 году Кислова избрали главой Агропромышленного союза России.
В марте 2006 года Кислов делегируется законодательным собранием сенатором от Ростовской области, однако спикер Совета Федерации его полномочия не подтвердил, по официальной информации Сергей Васильевич сам отозвал свою кандидатуру.
В июне 2007 года избран почётным консулом Франции в Южном федеральном округе. Является членом президиума общероссийской общественной организации «Российское аграрное движение – РАД». Вице-президент Ассоциации производителей мыловаренной и масложировой продукции РФ.
В 2014 году решением органов муниципальной власти города Ростов-на-Дону Кислову Сергею Васильевичу было присвоено почётное звание "Почётный гражданин города Ростов-на-Дону". 
Сергей Васильевич увлекается йогой и конным спортом. 
Женат, воспитывает троих детей. 
Проживает в Ростове-на-Дону.

## Награды и звания
- орден Почёта;
- медали Ордена «За заслуги перед Отечеством» I и II степеней;
- серебряная медаль им. Вавилова «За вклад в развитие биологии и сельского хозяйства»;
- золотая медаль «За вклад в развитие агропромышленного комплекса России»;
- французские ордена Chevalier de l’Ordre du Merite Agricole и Officier de l’Ordre du Merite Agricole.
- Лауреат Национальной премии им. Петра Столыпина.
- Кавалер ордена Правительства Франции «За заслуги в области сельского хозяйства».

## Состояние
Занимал 99 место в рейтинге Forbes «Богатейшие бизнесмены России — 2012». На 2013 год состояние Кислова оценивалось в 1,25 млрд. долларов.
В 2017 году издание Forbes оценило его состояние в $650 млн.